# Naturschutzgebiet Rümperholz
Das Naturschutzgebiet Rümperholz ist ein 56,12 ha großes Naturschutzgebiet (NSG) liegt östlich bzw. nordöstlich von Stöppel in der Gemeinde Lennestadt. Das Gebiet wurde 2006 mit dem Landschaftsplan Elsper Senke – Lennebergland. Nr. 2 durch den Kreis Olpe als NSG ausgewiesen. Das NSG befindet sich am steilen Westhang des Gleierbachtals.

## Beschreibung
Beim NSG handelt es sich um einen 120 Jahre alten naturnahen Rotbuchenwald mit typischer Hallenstruktur und Totholzanteilen. In über 120-jährigen Laubholzbeständen sollen je Hektar bis zu zehn starke Altbäume, insbesondere Horst- und Höhlenbäume, bestimmt werden und als Alt- oder Totholz für die Zerfallsphase in den Beständen belassen werden.

## Schutzzweck
Das NSG soll dieses Waldgebiet mit Buchenwäldern sowie dessen landschaftsraumtypischer Tier- und Pflanzenarten schützen. Wie bei allen Naturschutzgebieten in Deutschland wurde in der Schutzausweisung darauf hingewiesen, dass das Gebiet „wegen der Seltenheit, besonderen Eigenart und Schönheit des Gebietes“ zum Naturschutzgebiet erklärt wurde.